# کاموگاوا، چیبا
کاموگاوا، چیبا از شهرهای استان چیبا ژاپن است که جمعیت آن در ۱ ژانویه ۲۰۰۸ ۳۵٬۷۹۲نفر بوده‌است.